# Alto Miño
El Alto Miño (en portugués, Alto Minho) es una comunidad intermunicipal y una subregión estadística portuguesa que forma parte de la Región Norte, correspondiente íntegramente al Distrito de Viana do Castelo, en la región de Miño. Limita al norte y al este con España (Galicia), al sur con el Cávado y al oeste con el océano Atlántico. Área: 2218,84 km². Población (2021): 231 488.

## Composición
Comprende 10 concelhos (municipios):
- Arcos de Valdevez
- Caminha
- Melgazo
- Monção
- Paredes de Coura
- Ponte da Barca
- Ponte de Lima
- Valença
- Viana do Castelo
- Vila Nova de Cerveira

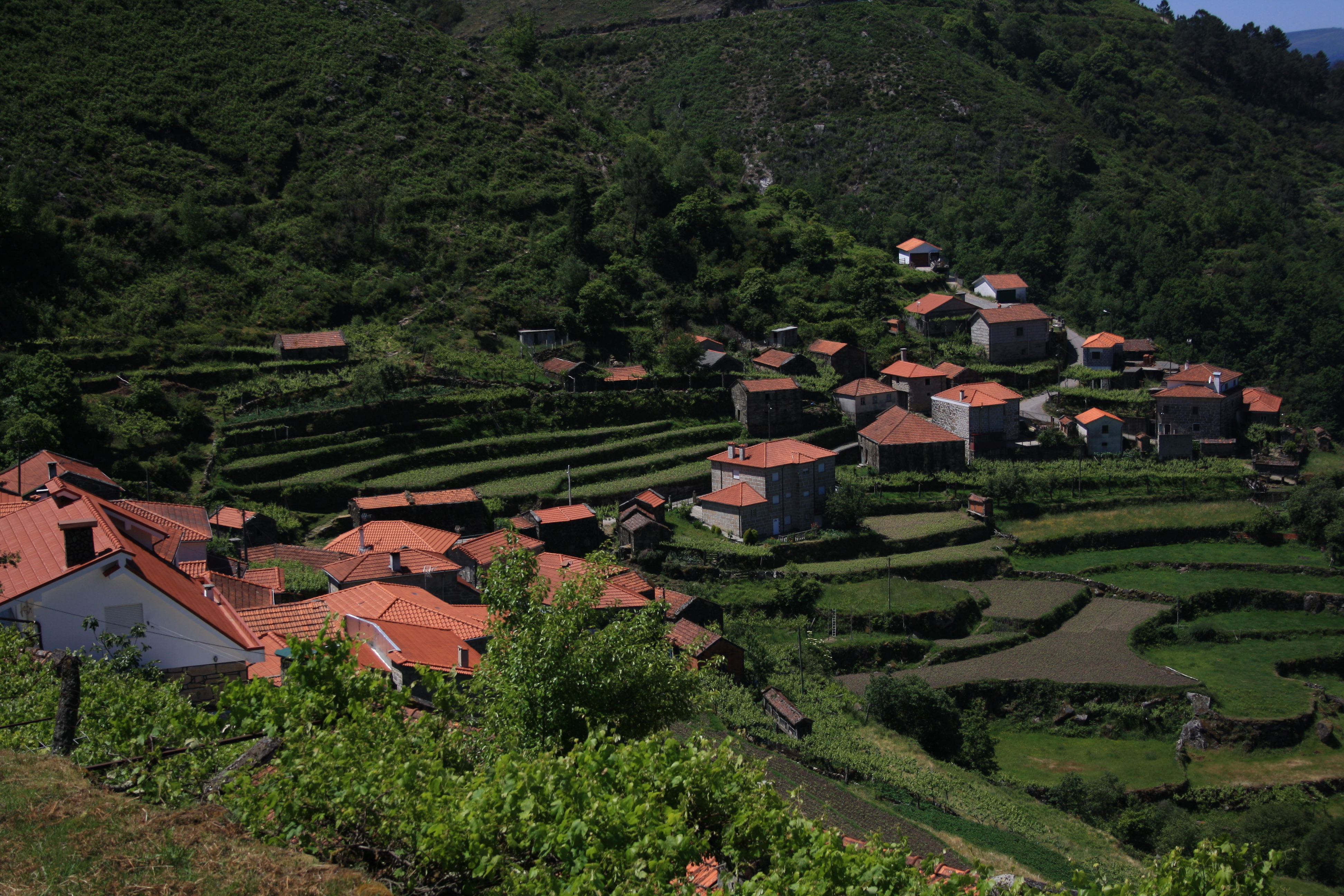
Paisaje típico de la región portuguesa de Alto Miño, en Sistelo (Arcos de Valdevez).

La región se encuentra delimitada, a grandes rasgos, entre los dos ríos que le dan el nombre: el Miño (con desembocadura en Caminha) y el Limia (con desembocadura en Viana do Castelo). Sin embargo, la región nunca ha tenido reconocimiento legal como provincia.